# Герхард Фалкнер
Герхард Фалкнер (на немски: Gerhard Falkner) е немски писател и преводач, автор на стихотворения, романи, разкази, есета и пиеси.

## Биография и творчество
Герхард Фалкнер е роден през 1951 г. в град Швабах, Бавария. Завършва обучение за книжар и известно време живее в Лондон.
От средата на 70-те години публикува стихотворения и проза в албуми и списания.
През 1981 г. излиза дебютната му стихосбирка „тъй започват дните на тялото“ („so beginnen am körper die tage“), която се откъсва от експерименталната лирика на настроението от предходното десетилетие и „създава един изцяло естетизиран свят, в който красивият живот на душата отново може да стани красива литературна тема“.
През 1989 г. Фалкнер обявява, че повече няма да публикува собствени стихосбирки, а ще се отдаде преди всичко на есеистични, прозаични и драматични произведения. Впоследствие ревизира решението си и издава още редица стихосбирки.
За творчеството си писателят получава престижни литературни награди. Член е на немския ПЕН клуб.
Днес Герхард Фалкнер живее в общността Вайгендорф, Горен Пфалц и в Берлин.

### Лирика и проза
- so beginnen am körper die tage, Gedichte, 1981
- der atem unter der erde, Gedichte, 1984
- Berlin. Eisenherzbriefe, 1986
- Wemut, Gedichte, 1989
- Pro E, 1991
- Über den Unwert des Gedichts. Fragmente und Reflexionen, 1993
- seventeen selected poems, 1994
- X-te Person Einzahl, Gedichte, 1996
- Endogene Gedichte. Grundbuch, 2000
- Gegensprechstadt – ground zero. Gedicht, 2005
- Bruno. Eine Novelle, 2008
- Hölderlin Reparatur. Gedichte, 2008
- Kanne Blumma, Gedichte, 2010
- Der letzte Tag der Republik / The Last Day of the Republic, 2011
- Pergamon Poems. Gedichte + Clips, 2012
- Ignatien. Elegien am Rande des Nervenzusammenbruchs, 2014
- Deconstructing Gisèle, Künstlerbuch, in Zusammenarbeit mit der Künstlerin Nora Matocza, 2016
- Apollokalypse, Roman, 2016
- Romeo oder Julia, Roman, 2017

### Сценични творби
- Der Quälmeister. Nachbürgerliches Trauerspiel, 1998
- Alte Helden. Schauspiel und deklamatorische Farce, 1998
- A Lady Dies, 1999
- Argo (2018)[1]

### Есета
- Über die Schwierigkeit beim Lesen von „gebrochenem deutsch“ In: Ulrich Janetzki, Wolfgang Rath (Hrsg.): Tendenz Freisprache: Texte zu einer Poetik der achtziger Jahre, 1992
- Die Jammergestalt des Poeten In: Joachim Sartorius (Hrsg.): Minima Poetica. Für eine Poetik des zeitgenössischen Gedichts, 1999
- Baumfällen. Zur Phänomenologie des Niedermachens in der deutschen Literaturkritik am Beispiel Michael Brauns und des Bandes Lyrik von Jetzt In: Deutscher Schriftstellerverband (Hrsg.): Neue Deutsche Literatur, 2/ 2004
- Das Gedicht und sein Double. Eine Polemik In: BELLA triste Nr. 19, 2007
- MIND THE GAP. Über die Lücke zwischen lyrischem Ich und Wort. Vorwort zu: Gottfried Benn: Probleme der Lyrik. Späte Reden und Vorträge, 2011
- Übersetzen in Pfahlbauweise und die Grundmauern der Pergamon Poems In: Volltext – Zeitung für Literatur, Nr. 2/2012
- Mon Dieuleuze! Translating Mark Z. Danielewskis Only Revolutions für gehobene, meta-inhaltliche Kreise In: Schreibheft – Zeitschrift für Literatur, Nr. 79, Essen 2012
- Bekennerschreiben: Essays, Reden, Kommentare, Interviews und Polemiken Hrsg. von Constantin Lieb und Manfred Rothenberger, 2017

## Награди и отличия
- Stipendien u. a. in New York (writer in residence, NYU), Amsterdam, Rom (Villa Massimo; Olevano Romano), Literarisches Colloquium Berlin, San Francisco und Schloss Wiepersdorf
- Bayerischer Kunstförderpreis in der Sparte Literatur, 1987
- Literaturstipendium Schloss Solitude, Stuttgart, 2003
- Stadtschreiber zu Rheinsberg, 2003
- Dr. Manfred Jahrmarkt-Ehrengabe der Deutschen Schillerstiftung, 2004
- „Шпихер: литературна награда Лойк“, 2006
- „Кранихщайнска литературна награда“, 2008
- „Награда Петер Хухел“, 2009
- „Награда Аугуст фон Платен“, 2009
- „Нюрнбергска награда“, 2010
- Deutscher Literaturfonds: Übersetzerstipendium, 2011
- Kulturakademie Tarabya Istanbul: Aufenthaltsstipendium, 2012[2]
- Arbeitsstipendium des Senats von Berlin, 2013
- Villa Aurora Aufenthaltsstipendium Los Angeles, 2014
- „Награда Волфрам фон Ешенбах“, 2014
- Aufenthaltsstipendium im Künstlerhaus Edenkoben, 2015
- „Немска награда за книга“, (финалист) mit Romeo oder Julia, 2017